# Alingsås Musikteatersällskap
Alingsås Musikteatersällskap (AMTS) är en ideell förening som ger många olika framträdanden. De sätter med jämna mellanrum upp musikaler , både hela musikaler och så kallad "Musikalafton", dvs utdrag ur flera olika musikaler i en och samma föreställning. De uppträder även under flera mindre teater-, dans- och sångframträdanden i samband med olika event i Alingsås. AMTS erbjuder också "lovskolor" där barn och unga kan lära sig om teater/musikal under en vecka eller två, på senare år har detta gått över till terminskolor. 
Föreningen har fostrat många talanger genom åren som fortsatt jobba med musik som musikalartister och showartister. 
År 2019 fick AMTS emotta det nyinstiftade kulturpriset Alstroemeria, i samband med Alingsås 400-årsjubileum.
2022 medverkade AMTS i SVT's Luciamorgon från Gräfsnäs Slott.

## Musikaler som AMTS har satt upp
- 1994 - Grease
- 1995 - Guys And Dolls
- 1998 - West Side Story
- 1999 - Tolvskillingsoperan
- 2000 - Fame
- 2002 - Hair
- 2003 - Spelman På Taket
- 2004 - Musikalafton och Grease
- 2005 - Trollkarlen från Oz och Little Shop of Horrors
- 2006 - Musikalafton*
- 2008 - A Chorus Line
- 2009 - Musikalafton
- 2010 - Rent
- 2011 - Fame
- 2014 - Jubileumsafton (en sammanfattning av AMTS 20 år)
- 2015 - Musikalafton
- 2016 - Jesus Christ Superstar
- 2018 - Musikalafton
- 2018 - Rent
- 2019 - Jubileumsföreställningen AMTS 25 år - en musikalafton
- 2022 - Musikalafton
- 2023 - All Shook Up[1]